# Arboretum Norr

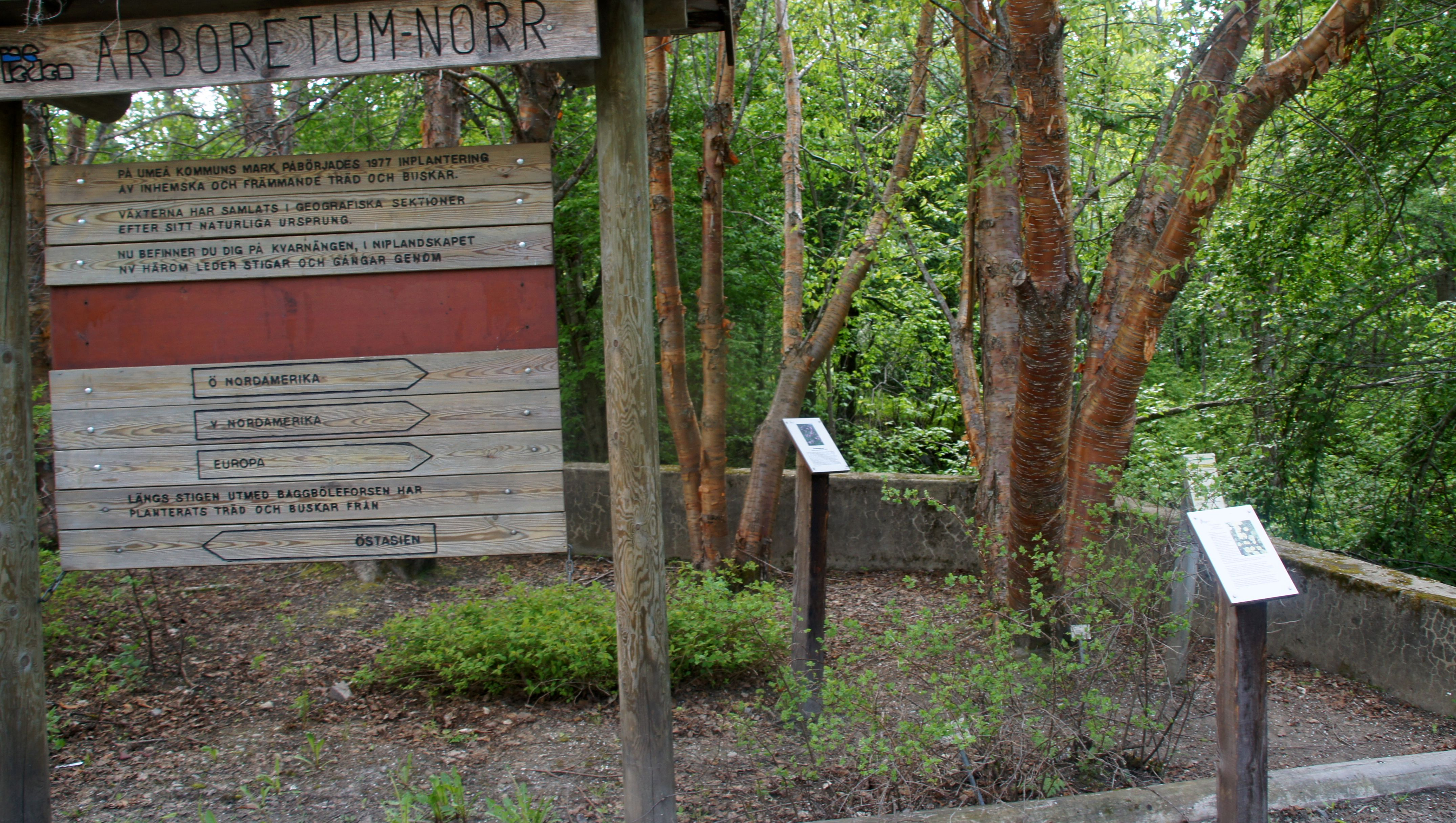
Une part de l'arboretum

Arboretum Norr (l'Arboretum du Nord) est un arboretum situé près de la ville Umeå, en Suède. L'abréviation standard de l'arboretum est "UMEA".
L'idée de l'arboretum a été lancée en 1975 entre l’Université d'Umeå, l’Université suédoise des sciences agricoles et la municipalité d'Umeå. L'arboretum a été ouvert en 1981. Il ne peut être visité seulement que durant les mois sans neige.
L'arboretum comporte les paysages suivants :
- Bryggan (le pont)
- Kvarnängen (la scierie)
- Östra Nordamerika (l'est de l’Amérique du Nord)
- Västra Nordamerika (l'ouest de l'Amérique du Nord)
- Europa (l'Europe)
- Östasien (l'Asie de l'Est)[1]

L'objectif de l'arboretum est de préserver et de cultiver des arbres, en particulier dans les régions froides, et de diffuser les connaissances. L'arboretum possède une banque de graines avec 60 espèces différentes.